# Guillaume Vincent (Pianist)
Guillaume Vincent (* 9. Oktober 1991) in Annecy ist ein französischer Pianist.

## Biografie
Guillaume Vincent begann mit sieben Jahren Klavier zu spielen. Seine ersten Konzerte mit Orchesterbegleitung gab er im Alter von 10 Jahren. In den Folgejahren spielte er das Konzert Nr. 21 von Mozart und das 3. Klavierkonzert c-Moll von Beethoven. Mit 13 Jahren ermöglichte ihm François-René Duchâble, der ihn von Geburt an kannte, in der Klasse von Jacques Rouvier und Prisca Benoit am  Conservatoire de Paris zu studieren. Er studierte auch bei Jean-François Heisser und Marie-Josèphe Jude Piano und bei Yves Henry Harmonielehre und nahm Meisterkurse bei Duchâble. 2011 erhielt er sein Diplom des dritten Zyklus für künstlerische Interpretation.
2008 erhielt Vincent den ersten Preis beim Clara-Schumann-Wettbewerb für junge Pianisten in Leipzig. Ein Jahr später erhielt er den Dritten Grand Prix beim Long-Thibaud-Crespin-Wettbeberb in Paris sowie den Preis des Orchestre National de France.
Vincent spielte unter anderem in der Suntory Hall Tokyo, der Barbican Hall London, am Theater Champs-Elysées, im Salle Pleyel und im Salle Gaveau, beide Paris, im Palast der Künste in Budapest, sowie in der Simón Bolívar Hall in Caracas. Er spielte mit Orchestern wie dem Radio-Sinfonie-Orchester Frankfurt, dem Philharmonisches Orchester Budapest, dem Philharmonie-Orchester Kanagawa, dem National-Orchester Bordeaux, dem Nationalorchester Lille, dem Nationalorchester Toulouse, dem BBC Symphony Orchester.
Vincent spielt vorzugsweise romantische Komponisten, darunter Chopin, Liszt (Années de pèlerinage), das 2. Klavierkonzert von Saint-Saëns oder Rachmaninow, aber auch Komponisten späterer Epochen wie Satie oder das  Konzert für 2 Klaviere von Poulenc. Er tritt außerdem mit Kammermusikensembles auf.
Seine erste CD-Einspielung (Doppel-CD) waren 2012 die Préludes von Rachmaninow bei Naïve (10 Préludes, op. 23, 13 Préludes, op. 32, Prélude cis-Moll op. 3 Nr. 2).